# Monopis similartasyras
Monopis similartasyras är en fjärilsart som beskrevs av Xiao och Li 2006. Monopis similartasyras ingår i släktet Monopis och familjen äkta malar. Inga underarter finns listade i Catalogue of Life.